# Bathytoshia
A Bathytoshia a porcos halak (Chondrichthyes) osztályának sasrájaalakúak (Myliobatiformes) rendjébe, ezen belül a tüskésrájafélék (Dasyatidae) családjába tartozó nem.

## Tudnivalók
A Bathytoshia porcoshal-nem különböző fajai mindhárom főbb óceánban megtalálhatók. Az úszófesztávolságuk fajtól függően 100-430 centiméter között van.

## Rendszerezés
A nembe az alábbi 3 élő faj tartozik (e három taxont egyesek kiveszik a Dasyatis nemből, tehát valószínűbb, hogy idetartoznak):
- Bathytoshia brevicaudata (Hutton, 1875) - meglehet, hogy a Dasyatis matsubarai szinonimája
- Bathytoshia centroura (Mitchill, 1815)  - meglehet, hogy a Bathytoshia lata szinonimája
- Bathytoshia lata (Garman, 1880) - típusfaj; meglehet, hogy a Dasyatis thetidis vagy a Dasyatis ushiei szinonimája